# Hampsänket, Norrbotten
Hampsänket är en sjö i Kalix kommun i Norrbotten och ingår i Töreälven-Vitåns kustområde.